# Lillehammer (stacja kolejowa)
Lillehammer – stacja kolejowa w Lillehammer, w regionie Oppland w Norwegii, jest oddalona od Oslo o 184 km.

## Położenie
Jest położona na linii Dovrebanen. Leży na wysokości 179 m n.p.m.. Wyremontowana w 1993 na Zimowe Igrzyska Olimpijskie 1994.

## Ruch pasażerski
Leży na linii Dovrebanen. Stacja obsługuje ruch lokalny do Oslo Sentralstasjon i Skien; pociągi na tej trasie jeżdżą co godzinę w obie strony.
Stacja obsługuje 6 połączeń dziennie z Oslo S i Dombås oraz cztery z Trondheim S.

## Obsługa pasażerów
Kasa biletowa, poczekalnie, telefon publiczny, ułatwienia dla niepełnosprawnych, kiosk, kawiarnia, bankomat, parking, parking rowerowy, automatyczne skrytki bagażowe, przystanek autobusowy, postój taksówek. Ułatwienia dla narciarzy.